# Leave in Silence
«Leave in Silence» és el tercer senzill de A Broken Frame, àlbum de la banda britànica Depeche Mode, i va ser llançat el 16 d'agost de 1982. Va ser enregistrada als Blackwing Studios i fou la primera cançó de la banda que tingués més d'una remescla, concretament està disponible en quatre versions diferents: la versió de l'àlbum, la versió del senzill, una de més extensa que apareix en l'edició de l'àlbum publicada a Amèrica i Japó, i una de més lenta gairebé a cappella.
La cara-B és "Excerpt from: My Secret Garden" és una versió instrumental de "My Secret Garden". També van editar una versió titulada "Further Excerpts From: My Secret Garden" més llarga inclosa en les edicions americana i japonesa d'A Broken Frame.
El videoclip del senzill fou dirigit per Julien Temple. El grup no quedà content amb el resultat final i tampoc el van incloure en la compilació de videoclips Some Great Videos.

## Llista de cançons
Totes les cançons foren escrites per Martin Gore:
7": Mute / 7Bong1 (Regne Unit)
1. "Leave in Silence" – 4:00
2. "Excerpt From: My Secret Garden" – 3:16

12": Mute / 12Bong1 (Regne Unit)
1. "Leave in Silence (Longer)" – 6:32
2. "Further Excerpts From: My Secret Garden" – 4:23
3. "Leave in Silence (Quieter)" – 3:42

CD: Mute / CDBong1 (Regne Unit, 1991) i Sire / Reprise 40294-2 (Estats Units, 1991 i 2004)
1. "Leave in Silence" – 4:00
2. "Excerpt From: My Secret Garden" – 3:16
3. "Leave in Silence (Longer)" – 6:32
4. "Further Excerpts From: My Secret Garden" – 4:23
5. "Leave in Silence (Quieter)" – 3:42